# شهرستان بوسیا
شهرستان بوسیا (به لاتین: Busia County) یک منطقهٔ مسکونی در کنیا است که در کنیا واقع شده‌است. شهرستان بوسیا ۱٬۶۲۸٫۴ کیلومترمربع مساحت و ۷۴۳٬۹۴۶ نفر جمعیت دارد.